# Wiener Oktoberaufstand 1848

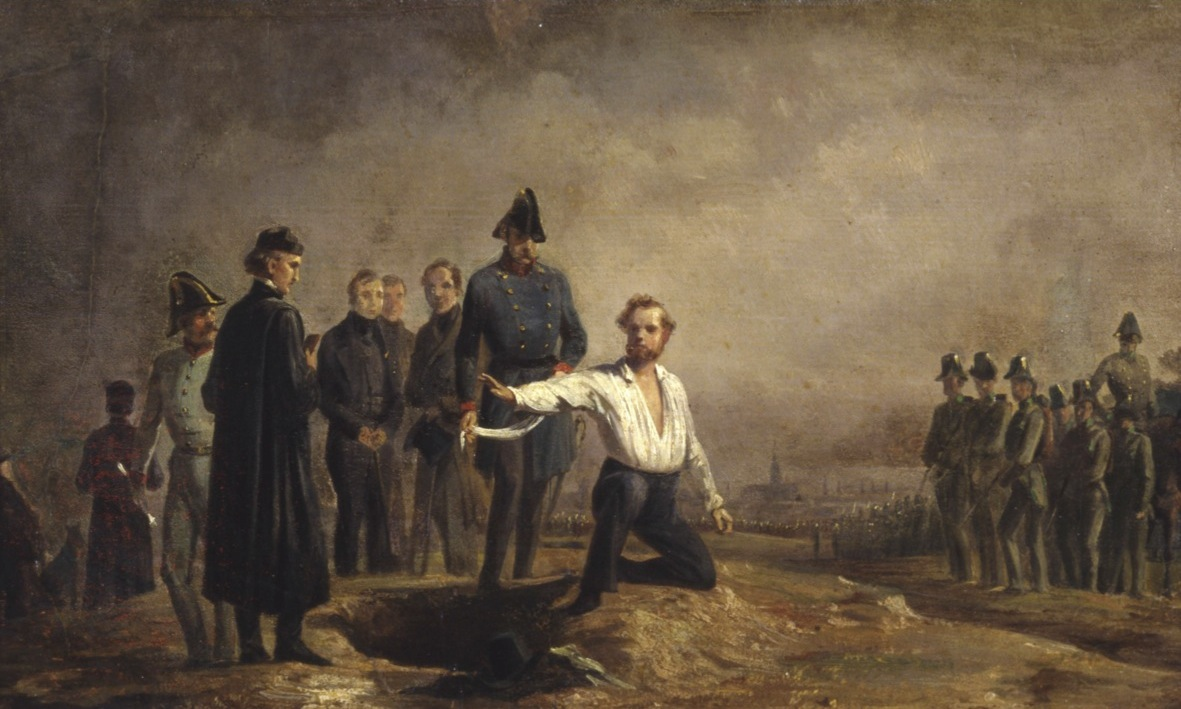
Hinrichtung Robert Blums (Gemälde von Carl Constantin Heinrich Steffeck, 1848/49)

Der Wiener Oktoberaufstand 1848, oft auch „Wiener Oktoberrevolution“ genannt, war die letzte Erhebung der österreichischen Revolution von 1848/49.

## Ablauf

### Der Aufstand vom 6. Oktober
Als am 6. Oktober 1848 kaiserliche österreichische Truppen von Wien aus gegen das aufständische Ungarn ziehen sollten, versuchten die mit den Ungarn sympathisierenden Wiener Arbeiter, Studenten und aufständischen Truppen den Abmarsch zu verhindern. Den Auftakt zur Wiener Oktoberrevolution markierte die Meuterei eines Grenadierregiments in der Arbeitervorstadt Gumpendorf, das den Befehl zum Auszug missachtete und die Einrichtungen seiner eigenen Kaserne beschädigte. Die Akademische Legion und Teile der bürgerlichen Nationalgarde schlossen sich den Revoltierenden an. Generalmajor Hugo von Bredy war mit der Führung einer kaiserlichen Gegenwehr beauftragt. Sein Versuch, die Bogen der beschädigten Taborbrücke, die von den Aufständischen zur Errichtung von Barrikaden verwendet worden waren, durch Pioniere wieder instand setzen zu lassen und somit den Abmarsch der Truppen nach Ungarn zu ermöglichen, scheiterte: In einem Gefecht mit den Aufständischen verlor Bredy sein Leben und die regulären Truppen waren gezwungen, sich angesichts der zahlenmäßigen Überlegenheit der Gegenpartei zurückzuziehen. Im Folgenden kam es zu weitreichenden Straßenkämpfen in der Wiener Innenstadt, wobei selbst im Stephansdom Menschen umkamen.

Die Leiche des gelynchten Kriegsministers wird an eine Laterne gehängt

Kriegsminister Graf Baillet von Latour, der den Abmarsch der Truppen befohlen hatte, wurde von der aufgebrachten Volksmenge gelyncht. Nachdem den Aufständischen die Eroberung des ergiebigen Kaiserlichen Zeughauses in der Renngasse gelungen war, verließ das kaiserliche Militär die Stadt, sodass Wien in der Hand der Revolutionäre war. Kaiser Ferdinand und sein Hof flohen noch am 7. Oktober mit der neuen Eisenbahn nach Olmütz.
Die wenige Jahre zuvor eröffneten Südbahn ermöglichte es auch, dass sich ein 400 bis 500 Köpfe starkes Freiwilligenkorps aus Graz („Grazer Legion“) zwischen dem 7. und 12. Oktober 1848 in mehreren Gruppen auf den Weg nach Wien machte. Diese Grazer Truppe zeichnete sich gegenüber anderen Kontingenten durch einen hohen Organisationsgrad aus, ihre militärische Führung oblag Ferdinand Eisenbach, einem pensionierten Hauptmann. Als politische Repräsentanten der Grazer in Wien traten Vinzenz von Emperger, Friedrich Benedetti und Joseph Leopold Stiger auf, die auch ordentliche, stimmberechtigte Mitglieder des 33-köpfigen „Zentralausschusses aller demokratischen Vereine Wiens“ waren.

### Gegenreaktionen der Kaiserlichen
Die Kroaten, welche unter ihrem Ban Joseph Jelačić von Bužim den Kaiserlichen nach Wien zur Hilfe entgegenrückten, hatten am 6. Oktober Ungarisch-Altenburg erreicht und erhielten dort Nachricht von der Ermordung des Kriegsministers. Auf Befehl des Kommandierenden Generals in Prag, Fürst Alfred I. zu Windisch-Graetz, rückten jetzt zwei Korps aus Böhmen nach Wien, um die dortige Revolte niederzuschlagen. Es handelte sich dabei um das II. Korps unter Feldmarschallleutnant (FML) Laszlo Wrbna und ein neu aufgestelltes Reserve-Korps unter Graf Serbelloni. Bis zum 9. Oktober hatte Windisch-Graetz die Eisenbahnlinie zwischen Prag und Lundenburg in seine Hand bekommen und dadurch den Transport und Nachschub seiner Truppen gesichert. Am 10. Oktober erreichten vom Osten die kroatischen Vorposten die Laaer Berge, am 12. erfolgte deren Vereinigung mit den regulären Truppen Wiens unter FML Fürst Maximilian von Auersperg.

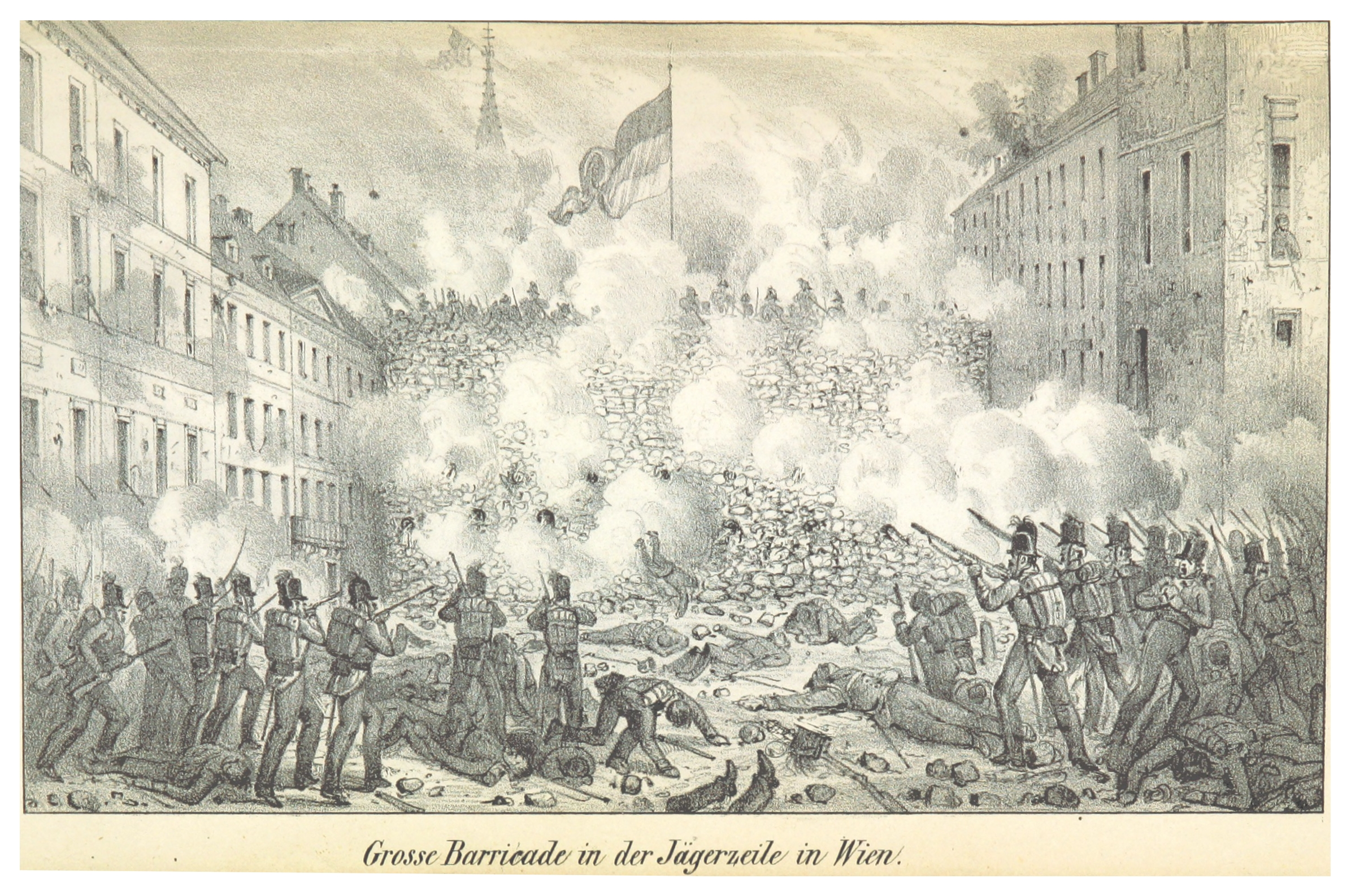
Angriff auf die Barrikade in der Jägerzeile

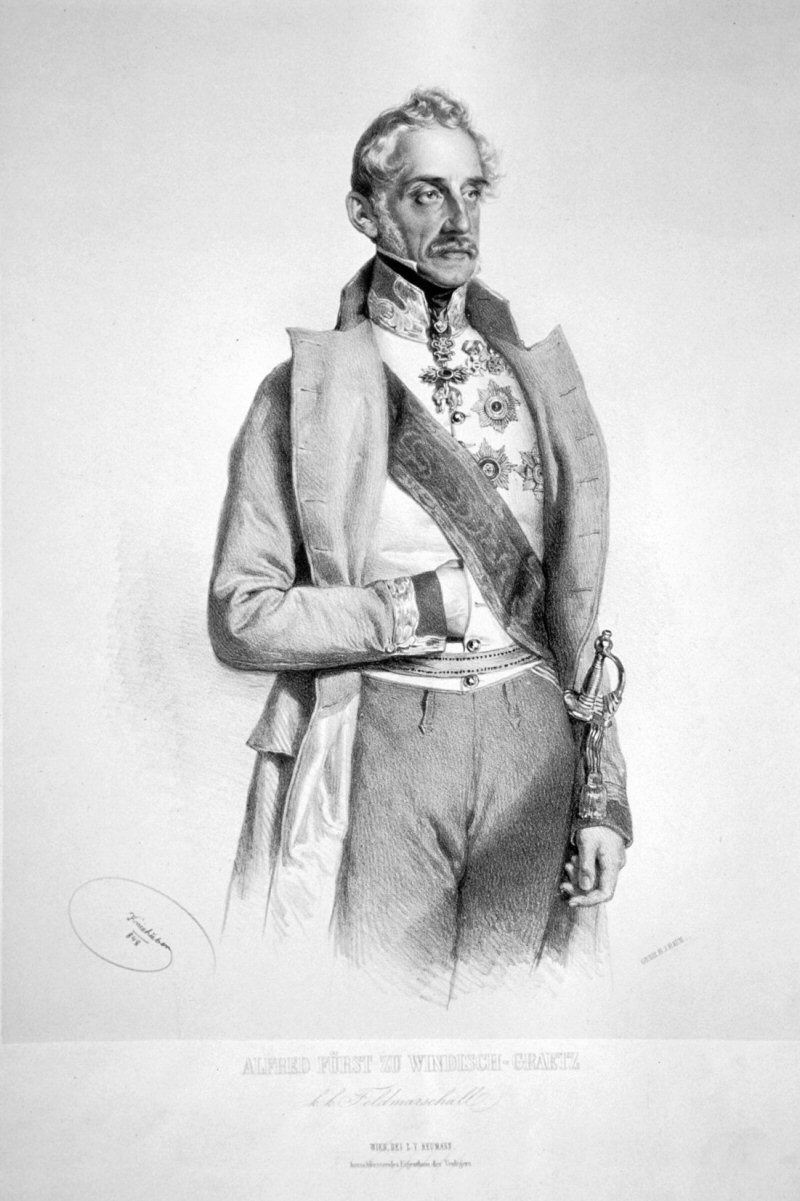
Alfred Fürst zu Windisch-Graetz, Feldmarschall, Lithographie von Joseph Kriehuber 1848

Am 15. Oktober wurde Fürst Windisch-Graetz zum Feldmarschall und Oberkommandanten aller außer Italien stehenden k. k. Truppen ernannt. Am 19. Oktober verlegte er sein Hauptquartier von Olmütz nach Lundenburg, drei Tage später nach Stammersdorf, wo sich seine Armee versammelte. Andere Truppenteile waren bei Krems über die Donau gegangen und trafen vom Westen her in Wien ein.
Der Reichstag wurde am 22. Oktober nach Kremsier verlegt. Am gleichen Tag war die Einschließung Wiens abgeschlossen, das unter dem Banus stehende I. Korps der Kroaten war von Kaiser-Ebersdorf bis gegen Himberg aufgestellt, um die Abschließung der St. Marxer Linie zu bewirken. Fürst Windisch-Graetz traf am 24. Oktober in seinem Hauptquartier zu Hetzendorf ein. Der Banus empfing nun alle weiteren Befehle direkt von ihm. Am 24. Oktober war die Brigittenau besetzt, bis zum 27. waren die Truppen der Division des FML Ramberg aus der Au gegen den Prater vorgerückt.

### Generalsturm der Kaiserlichen
Am 26. Oktober befahl Fürst Windisch-Graetz die Beschießung Wiens. Die Verteidiger führte der polnische General Josef Bem an, der sich seit 14. Oktober in der Stadt befand.
Am 28. Oktober wurde der Beschuss fortgesetzt; Fürst Windisch-Graetz kommandierte vom Laaerberg aus den Angriff auf die inneren Stadtteile. Jelačićs Korps griff gegen die Vorstädte Landstraße, Erdberg und Weißgerber an. Eine Division unter FML Hartlieb trat vom Walltor an und erstürmte nacheinander elf Barrikaden, bis gegen 19 Uhr war nach einem achtstündigen Kampfe auch die ganze Jägerzeile bis an den Donaukanal erobert.
General Csorich kommandierte die kaisertreuen Truppen in der Leopoldstadt und übernahm später das Kommando über die Einheiten, welche die innere Stadt einschlossen. Seine Verbände drangen gegen die Matzleinsdorfer Linie und gegen den Wien-Gloggnitzer Bahnhof vor.
Alle gegen Wien verwendeten Teile des II. Korps unter FML von Auersperg verblieben in ihren Stellungen, nur die Brigade Grammont wurde aus der Leopoldstadt abgezogen, um sich den aus Osten gemeldeten Ungarn entgegenzustellen. Die Brigade Parrot besetzte die Nußdorfer Linie ohne Kampf und rückte an den Alserbach vor und entwaffnete die dort liegenden Bürgerkräfte.
Am 29. Oktober bot die revoltierende Nationalgarde unter Wenzel Messenhauser die Kapitulation an, die „Weitschweifigkeit des Fürsten Windischgrätz verhinderte“ aber einen förmlichen Abschluss.

### Schlacht bei Schwechat
Mittlerweile hatte das Heer der ungarischen Insurgenten am 28. Oktober die Leitha, am 29. die Fischa passiert. Gegen Abend des 29. Oktober bemerkte man von kaiserlicher Seite die ungarischen Kolonnen unter Oberbefehl von General János Móga zu beiden Seiten der von Schwadorf nach Schwechat führenden Straße (heute B 10), wo sie auf der Höhe eine Aufstellung nahmen. Am 30. Oktober gegen 9 Uhr vormittags hatten die Ungarn die Stellungen des Banus bei Mannswörth erreicht und den Kampf mit heftigem Geschützfeuer eröffnet. Die Stärke der Ungarn in der folgenden Schlacht bei Schwechat betrug etwa 23.500 Mann und 71 Geschütze. Erst gegen Abend konnte der Banus durch das Eingreifen einer Brigade unter General Zeisberg den Angriff der Gegner zurückwerfen.
Als den Aufständischen in der Stadt der Angriff der Ungarn gemeldet wurde, brachen am Nachmittag des 30. Oktober Teile der revoltierenden Nationalgarde den Waffenstillstand und griffen Windisch-Graetz’ Truppen an. Messenhauser zeigte sich dabei unentschlossen. Die Antwort von Windisch-Graetz war ein schwerer Beschuss der Vorstädte Mariahilf, Gumpendorf und Wieden, der ihn noch am 31. Oktober vollständig in den Besitz der Hauptstadt brachte. Windisch-Graetz hatte seine Streitmacht inzwischen auf 33 Bataillone, 52 Eskadronen und 198 Geschütze verstärkt. Nachdem die kaiserlichen Truppen die Hauptstadt Wien wieder unter ihre Kontrolle gebracht hatten, wurde die Hauptarmee nach Ungarn gesandt, um die letzte Bedrohung des Kaiserreichs zu eliminieren.

## Folgen

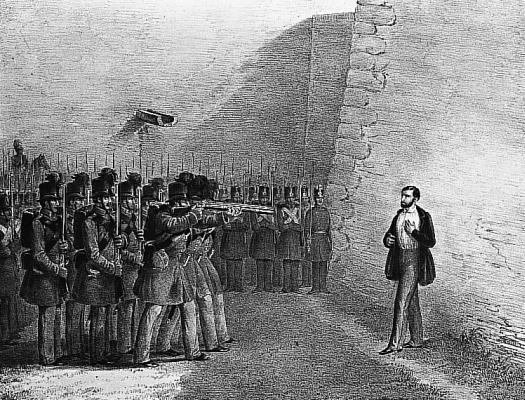
Hinrichtung des Cäsar Wenzel Messenhauser

Die kaiserlichen Truppen eroberten am 31. Oktober auch die Innere Stadt zurück. Wenzel Messenhauser, der bedeutendste Anführer der Aufständischen, die Journalisten Alfred Julius Becher und Hermann Jellinek sowie der dem linken Flügel der Liberalen (Demokraten) zugeordnete Abgeordnete der Frankfurter Nationalversammlung (Paulskirchenversammlung) Robert Blum wurden in den darauf folgenden Tagen hingerichtet.
Blums Exekution am 9. November 1848, gegen die sich Fürst Windisch-Graetz ausgesprochen hatte, war ein klares politisches Signal des österreichischen Ministerpräsidenten Felix Fürst zu Schwarzenberg an die deutsche Nationalversammlung und spiegelte abermals die realpolitische Machtlosigkeit der Paulskirchenversammlung wider: Blum, der als Abgeordneter de jure parlamentarische Immunität besessen hatte, wurde de facto ohne Zustimmung, ja sogar ohne Befragung der Nationalversammlung hingerichtet. Insgesamt waren bei den Kämpfen rund 2000 Menschen gefallen.
Die Errungenschaften der Märzrevolution gingen zum größten Teil verloren und Österreich trat unter dem am 2. Dezember 1848 zum Kaiser proklamierten Franz Joseph I. in die Phase des Neoabsolutismus ein. Als wichtige Ergebnisse der Revolution blieben aber die Bauernbefreiung und die Demokratisierung der Kommunalverwaltung.
Der Erfolg der kaiserlichen Truppen in Wien gab auch der Reaktion in Preußen Auftrieb. Wenige Tage nach der Niederschlagung des Wiener Oktoberaufstands, am 10. November, marschierte General Wrangel in Berlin ein, sprengte die Preußische Nationalversammlung im Schauspielhaus auseinander und erklärte am 12. November den Belagerungszustand und am 14. schließlich das Kriegsrecht über die preußische Hauptstadt.
Die militärischen Erfahrungen aus dem Oktoberaufstand schlugen sich in Wien später unter Kaiser Franz Joseph I. auch städtebaulich nieder: unter Bildung eines „Festungsdreiecks“ wurden jeweils in strategischer Bahnhofsnähe das Arsenal (ab 1849), die Franz-Josephs-Kaserne (ab 1854) und die Rossauer Kaserne (ab 1865) errichtet; die gegen innere Bedrohungen untauglichen Wiener Stadtmauern wurden ab 1858 geschleift und an ihrer Stelle die nicht zuletzt zwecks allfälliger Beschießung unregelmäßig achteckig gestaltete Wiener Ringstraße errichtet.